# Требедан
Требеда́н (фр. Trébédan, брет. Trebêran) — коммуна во Франции, находится в регионе Бретань. Департамент — Кот-д’Армор. Входит в состав кантона Планкоэт. Округ коммуны — Динан.
Код INSEE коммуны — 22342.

## География
Коммуна расположена приблизительно в 340 км к западу от Парижа, в 50 км северо-западнее Ренна, в 50 км к востоку от Сен-Бриё.

## Население
Население коммуны на 2016 год составляло 427 человек.
| 1962 | 1968 | 1975 | 1982 | 1990 | 1999 | 2008 | 2016 |
| ---- | ---- | ---- | ---- | ---- | ---- | ---- | ---- |
| 346  | 365  | 341  | 431  | 391  | 384  | 373  | 427  |

## Администрация
| Период | Период | Фамилия      | Партия       | Примечания |
| ------ | ------ | ------------ | ------------ | ---------- |
| 1977   | 2008   | Жерар Амоньо | беспартийный | фермер     |
| 2008   |        | Дидье Ибань  | Зелёные      | учитель    |

## Экономика
В 2007 году среди 231 человека в трудоспособном возрасте (15—64 лет) 176 были экономически активными, 55 — неактивными (показатель активности — 76,2 %, в 1999 году было 73,6 %). Из 176 активных работали 154 человека (89 мужчин и 65 женщин), безработных было 22 (6 мужчин и 16 женщин). Среди 55 неактивных 18 человек были учениками или студентами, 18 — пенсионерами, 19 были неактивными по другим причинам.

## Достопримечательности
- Замок Шалонж и хозяйственные постройки (XVIII век). Исторический памятник с 1990 года[3]
- Усадьба Виль-Кола (XVI век). Исторический памятник с 1990 года[4]